# ギオン
株式会社ギオン（GION Co., Ltd.）は、神奈川県相模原市中央区に本社を置く総合物流企業。

## 概要
岡山県出身の祇園義久が1965年3月に個人事業の「祇園興業」（ぎおんこうぎょう）として業務開始、1970年に法人化した。食品物流（コールドチェーン）に強みを持ち、サード・パーティー・ロジスティクスなども手がける。
社会貢献にも積極的で、相模原市に桜の植樹費用約2千万円の寄付を行うなどの功績が認められ、2017年に企業として紺綬褒章を受章している。

## 沿革
特記なきものの出典：
- 1965年（昭和40年）3月 - 個人事業「祇園興業」として業務開始。
- 1970年（昭和45年）8月 - 有限会社祇園興業を設立し法人化。
- 1972年（昭和47年）5月  - 祇園興業株式会社設立し株式会社化。
- 1974年（昭和49年）5月 - 自動車運送業取扱事業登録許可。
- 1977年（昭和52年）4月 - 東京雪印販売（現在の日本アクセスの前身企業の一つ）との合弁で日本流通企画株式会社を設立。
- 2001年（平成13年）1月 - 祇園興業と日本流通企画が合併し、株式会社ギオン発足。
- 2003年（平成15年）9月 - 特別積合せ貨物運送事業認可。
- 2009年（平成21年）4月 - 東京都町田市での指定管理者事業を開始。
- 2012年（平成13年）4月 - 神奈川県相模原市での指定管理者事業を開始。
- 2017年（平成29年）8月 - 芸術とスポーツに取り組む学生へ奨学金を支給する「公益財団法人ギオン芸術スポーツ振興財団」を設立。
- 2021年（令和3年）2月 - 日野自動車が設立した物流シェアリング企業・NEXT Logistics Japan株式会社へ出資しパートナー契約を締結[5]。

## 指定管理
相模原市及び隣接する東京都町田市において、指定管理者制度が導入された複数の施設の指定管理を請け負っている（施設ごとに共同企業体を設立し参画）。
- 小野路公園（町田市）
- 鶴川中央公園（町田市）
- 相模原市民会館（相模原市）
- 相模原市立さがみ湖リフレッシュセンター（相模原市）
- 相模原市営駐車場（相模原市）

## スポーツ支援・命名権
相模原市を本拠地とするJリーグ・SC相模原のメインスポンサーを務める他、以下のスポーツ施設のネーミングライツを取得している。
- 相模原麻溝公園内の一部施設
  - 相模原麻溝公園競技場（相模原ギオンスタジアム / ギオンス）
  - 第二競技場（相模原ギオンフィールド）
  - 多目的広場（相模原ギオンスポーツスクエア）
- 相模原市立総合体育館（相模原ギオンアリーナ / ギオンア）
- 町田市立陸上競技場（町田GIONスタジアム / Gスタ）
- 小野路公園内の一部施設
  - 小野路球場（小野路GIONベースボールパーク）
  - 小野路グラウンド（小野路GIONグラウンド）
- 関東学院大学金沢文庫キャンパス釜利谷グラウンド（関東学院大学 金沢文庫キャンパス GION ATHLETE PARK）